# John Holt
John Holt (eredeti nevén: John Kenneth Holt, Kingston, 1947. július 11. – London, 2014. október 19.) jamaicai reggae énekes és dalszövegíró.

## Pályafutása
Első sikereit hazájában érte el, mint a The Paragons nevű együttes fronténekese. Legemlékezetesebb daluk a The Tide Is High, amit később a Blondie tett híressé és az Atomic Kitten is feldolgozott.
Wear You To The Ball volt a másik, általa írt slágerlistavezető számuk, amelyet legutoljára U Roy dolgozott fel.
Holt szólókarrierbe kezdett 1970-ben. Legismertebb szólóalbuma az 1000 Volts of Holt, amely egy feldolgozás-gyűjtemény 1974-ből. Erről az albumról való Help Me Make It Through The Night (az eredetijét Kris Kristofferson írta), és az Egyesült Királyságban bekerült a TOP10-be. Többek közt még Billy Joel Just the Way You Are és Diana Ross Touch Me In The Morning című számának feldolgozása is.
Holt stílusa, amely lassabb és romantikusabb, mint a többi reggae-előadóé, érezhetően előfutára volt a Lovers Rocknak nevezett új reggae-stílusnak, amely a '70-es években formálódott az Egyesült Királyságban.

## Diszkográfia
Az alábbi nem a teljes lista, de megfelelő képet ad Holt hosszú karrierjéről.
- A Love I Can Feel – (1970)
- Holt – (1973)
- Still in Chains – (1973)
- 1000 Volts of Holt – (1974)
- Dusty Roads – (1974)
- The Further You Look – (1974)
- Pledging My Love – (1975)
- 3000 Volts of Holt – (1977)
- Sweetie Come Brush Me – (1980)
- Just the Two of Us – (1982)
- Police in Helicopter – (1983)
- For Lovers and Dancers – (1984)
- Why I Care – (1985)
- 16 Songs for Soulful Lovers – (1986)
- The Hit List – (1995)